# Óblast de Samara
Samara (del ruso: Самарская область), tr.: Samárskaya óblast [sɐˈmarskəjə ˈobləstʲ] es uno de los cuarenta y siete óblast que, junto con las veintiuna repúblicas, nueve krais, cuatro distritos autónomos y dos ciudades federales, conforman los ochenta y tres sujetos federales de Rusia. Su capital es la homónima Samara. Está ubicado en el distrito Volga limitando al norte con Uliánovsk y Tartaristán, al sur con Kazajistán a través de una frontera de 95 Metros y al sureste con Oremburgo y al suroeste con Sarátov. Durante la Revolución Rusa de 1905 se conocía como la República de Stary Buyán.

## Geografía

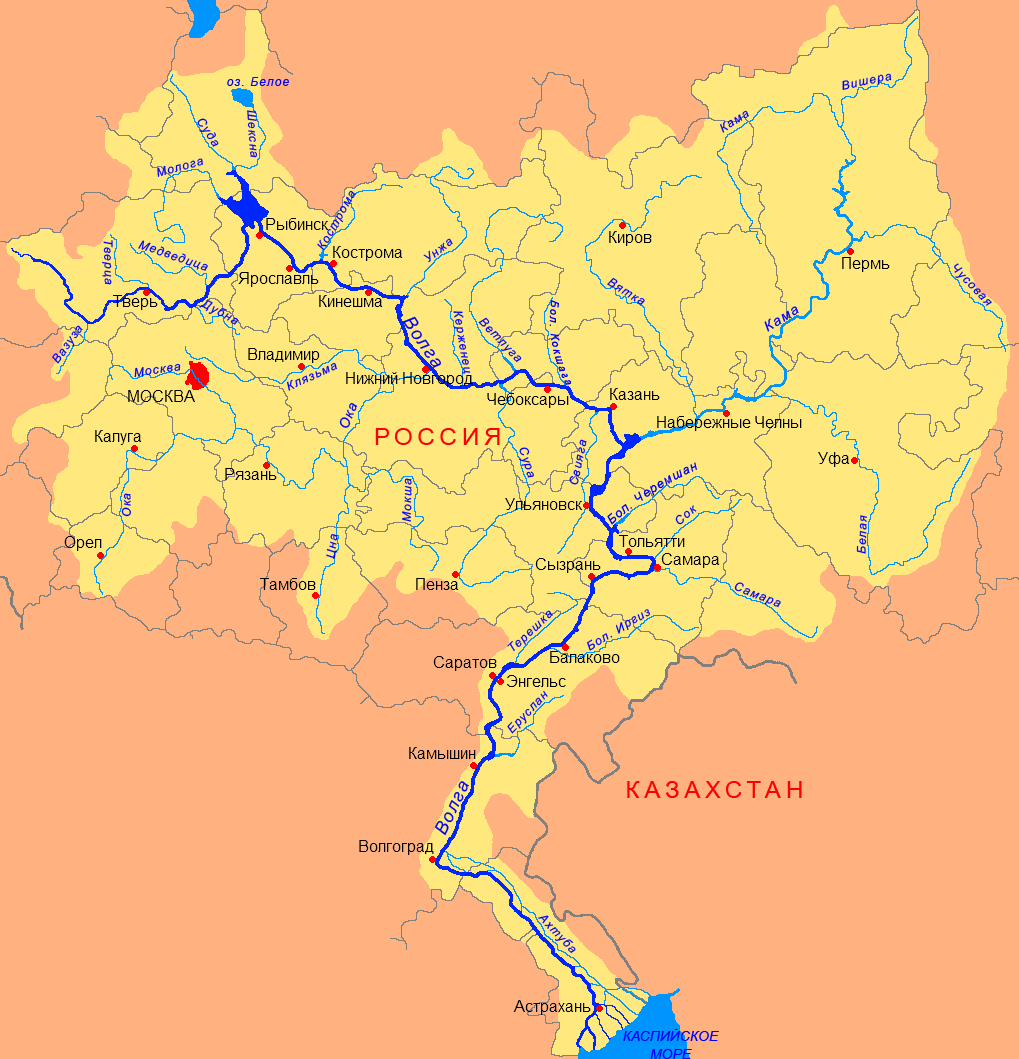
El Volga (Во́лга) fluye por el oeste de este óblast, formando una gran curva y pasando por las ciudades de Toliatti (Тольятти), Samara (Сама́ра) y Syzran (Сызрань), como se puede ver en este mapa en ruso

### Zona horaria
El óblast de Samara está localizado en la zona horaria de Moscú. La diferencia con UTC es +0300/+0400 DST.